# Perigea decaryi
Perigea decaryi är en fjärilsart som beskrevs av Pierre E.L. Viette 1965. Perigea decaryi ingår i släktet Perigea och familjen nattflyn. Inga underarter finns listade i Catalogue of Life.